# Кораловий аспід
Коралові аспіди (Micrurus) — рід отруйних змій з родини аспідів (Elapidae). Включає 82 види.
Мають яскраве забарвлення з характерними чорними, червоними і жовтими (або білими) кільцями, розмір і порядок чергування яких помітно відрізняються у різних видів. Живиться дрібними ящірками, різними земноводними та великими комахами.

## Опис
Поширені в Північній і Південній Америці, більшість видів живуть від Мексики до Уругваю. Довжина тіла від 50 см у кобрового (Micrurus лобової?) і звичайного коралового аспида (Micrurus corallinus) до 1,5 м у гігантського коралового аспида (Micrurus spixii), що живе в басейні Амазонки. На півночі ареалу (США, штати Індіана і Кентуккі) мешкають арлекінові коралові аспіди (Micrurus Фульвій?) (довжина до 1 м). Укуси цих великих видів становлять загрозу для життя людини. Частка смертельних випадків після укусу арлекінового гаспида дуже велика, без надання допомоги можна загинути протягом 20-24 годин.
Голова в представників роду кораловий зміїна маленька і притуплена. Валькувате тіло закінчується коротким хвостом. У водоплавних видів кінчик хвоста плоский, що дозволяє його використовувати у воді як ласту. Рот невеликий і слабо розтягується, отруйні ікла дуже маленькі.

### Мімікрія
Існує кілька неотруйних видів, які імітують фарбування коралових змій, зокрема: молочна змія (Lampropeltis triangulum) і поперечносмугаста королівська змія (Lampropeltis elapsoides). У Північній Америці порядок проходження кілець може допомогти відрізнити неотруйний вид від отруйних коралових змій. Є навіть приказка: «Червоний з жовтим убивають, червоний з чорним не чіпають» (англ. red on yellow, kill a fellow; red on black venom at lack). Проте з упевненістю це правило можна застосовувати тільки щодо коралових аспидів, які живуть у південних і східних регіонах США: Micrurus fulvius, Micrurus tener і Micruroides euryxantus. Коралові аспіди в інших частинах світу можуть мати істотно відмінні забарвлення — червоні кільця можуть поєднуватись з чорними, можуть бути присутніми тільки рожеві і блакитні кільця, або кілець може не бути взагалі.

### Поведінка
Коралових змій досить складно знайти і спіймати, більшість свого часу вони перебувають закопаними у землю або схованими в опалому листі у вологих тропічних лісах, з'являючись на поверхні тільки в дощ або протягом сезону розмноження. Деякі види, наприклад Micrurus surinamensis практично постійно живуть у воді, в місцях, де присутня щільна рослинність.
Як і всі змії підряду змій, коралові аспіди для укусу використовують два невеликі зуби на верхній щелепі. На відміну від гадюк, які втягують ікла і після атаки відразу відпускають жертву, коралові аспіди при укусі намагаються триматися зубами, щоб отрута швидше подіяла.
На коралових змій припадає менше 1% від усіх зміїних укусів у США, оскільки представники цього роду не агресивні і не схильні до нападу. Більшість їхніх укусів відбувається при випадковому контакті, наприклад під час садівництва.

## Види
Рід Micrurus нараховує 83 види:
- Micrurus albicinctus Amaral, 1925
- Micrurus alleni K. Schmidt, 1936
- Micrurus altirostris (Cope, 1860)
- Micrurus ancoralis Jan, 1872
- Micrurus anibal Nascimento, Graboski, Silva JR & Prudente, 2024
- Micrurus annellatus (W. Peters, 1871)
- Micrurus apiatus (Jan, 1858)
- Micrurus averyi K. Schmidt, 1939
- Micrurus baliocoryphus (Cope, 1862)
- Micrurus bocourti (Jan, 1872)
- Micrurus bogerti Roze, 1967
- Micrurus boicora Bernarde, Turci, Abegg & Franco, 2018
- Micrurus bonita Nascimento, Graboski, Silva JR & Prudente, 2024
- Micrurus brasiliensis Roze, 1967
- Micrurus camilae Renjifo & Lundberg, 2003
- Micrurus carvalhoi Roze, 1967
- Micrurus circinalis (A.M.C. Duméril, Bibron & A.H.A. Duméril, 1854)
- Micrurus clarki K. Schmidt, 1936
- Micrurus corallinus (Merrem, 1820)
- Micrurus decoratus (Jan, 1858)
- Micrurus diana Roze, 1983
- Micrurus diastema (A.M.C. Duméril, Bibron & A.H.A. Duméril, 1854)
- Micrurus dissoleucus Cope, 1860
- Micrurus distans Kennicott, 1860
- Micrurus diutius Burger, 1955
- Micrurus dumerilii Jan, 1858
- Micrurus elegans Jan, 1858
- Micrurus ephippifer (Cope, 1886)
- Micrurus filiformis (Günther, 1859)
- Micrurus frontalis A.M.C. Duméril, Bibron & A.H.A. Duméril, 1854
- Micrurus frontifasciatus (F. Werner, 1927)
- Micrurus fulvius (Linnaeus, 1766)
- Micrurus helleri K. Schmidt & F. Schmidt, 1925
- Micrurus hemprichii (Jan, 1858)
- Micrurus hippocrepis (W. Peters, 1862)
- Micrurus ibiboboca (Merrem, 1820)
- Micrurus isozonus (Cope, 1860)
- Micrurus janisrozei Nascimento, Graboski, Silva JR & Prudente, 2024
- Micrurus langsdorffi (Wagler, 1824)
- Micrurus laticollaris W. Peters, 1870
- Micrurus latifasciatus K. Schmidt, 1933
- Micrurus lemniscatus (Linnaeus, 1758)
- Micrurus limbatus Fraser, 1964
- Micrurus margaritiferus Roze, 1967
- Micrurus medemi Roze, 1967
- Micrurus meridensis Roze, 1989
- Micrurus mertensi K. Schmidt, 1936
- Micrurus mipartitus (A.M.C. Duméril, Bibron & A.H.A. Duméril, 1854)
- Micrurus mosquitensis K. Schmidt, 1933
- Micrurus multifasciatus Jan, 1858
- Micrurus multiscutatus Rendahl & Vestergren, 1940
- Micrurus nattereri K. Schmidt, 1952
- Micrurus nigrocinctus (Girard, 1854)
- Micrurus obscurus (Jan, 1872)
- Micrurus oligoanellatus Ayerbe & López, 2002
- Micrurus ornatissimus (Jan, 1858)
- Micrurus pacaraimae Morato de Carvalho, 2002
- Micrurus pachecogili Campbell, 2000
- Micrurus paraensis da Cunha & Nascimento, 1973
- Micrurus peruvianus K. Schmidt, 1936
- Micrurus petersi Roze, 1967
- Micrurus potyguara Pires, da Silva Jr., Feitosa, Costa-Prudente, Pereira Filho & Zaher, 2014
- Micrurus proximans H.M. Smith & Chrapliwy, 1958
- Micrurus psyches (Daudin, 1803)
- Micrurus putumayensis Lancini, 1962
- Micrurus pyrrhocryptus (Cope, 1862)
- Micrurus remotus Roze, 1987
- Micrurus ruatanus (Günther, 1895)
- Micrurus sangilensis Nicéforo Maria, 1942
- Micrurus serranus Harvey, Aparicio & Gonzáles, 2003
- Micrurus silviae Di-Bernardo, Borges-Martins & da Silva Jr., 2007
- Micrurus spixii Wagler, 1824
- Micrurus spurrelli (Boulenger, 1914)
- Micrurus steindachneri (F. Werner, 1901)
- Micrurus stewarti Barbour & Amaral, 1928
- Micrurus stuarti Roze, 1967
- Micrurus surinamensis (Cuvier, 1817)
- Micrurus tener Baird & Girard, 1853
- Micrurus tikuna Feitosa, da Silva Jr, Pires, Zaher & Costa-Prudente, 2015
- Micrurus tricolor (Hoge, 1956)
- Micrurus tschudii Jan, 1858

Відомо також про існування викопного виду Micrurus gallicus.